# Prawa kobiet w Afganistanie

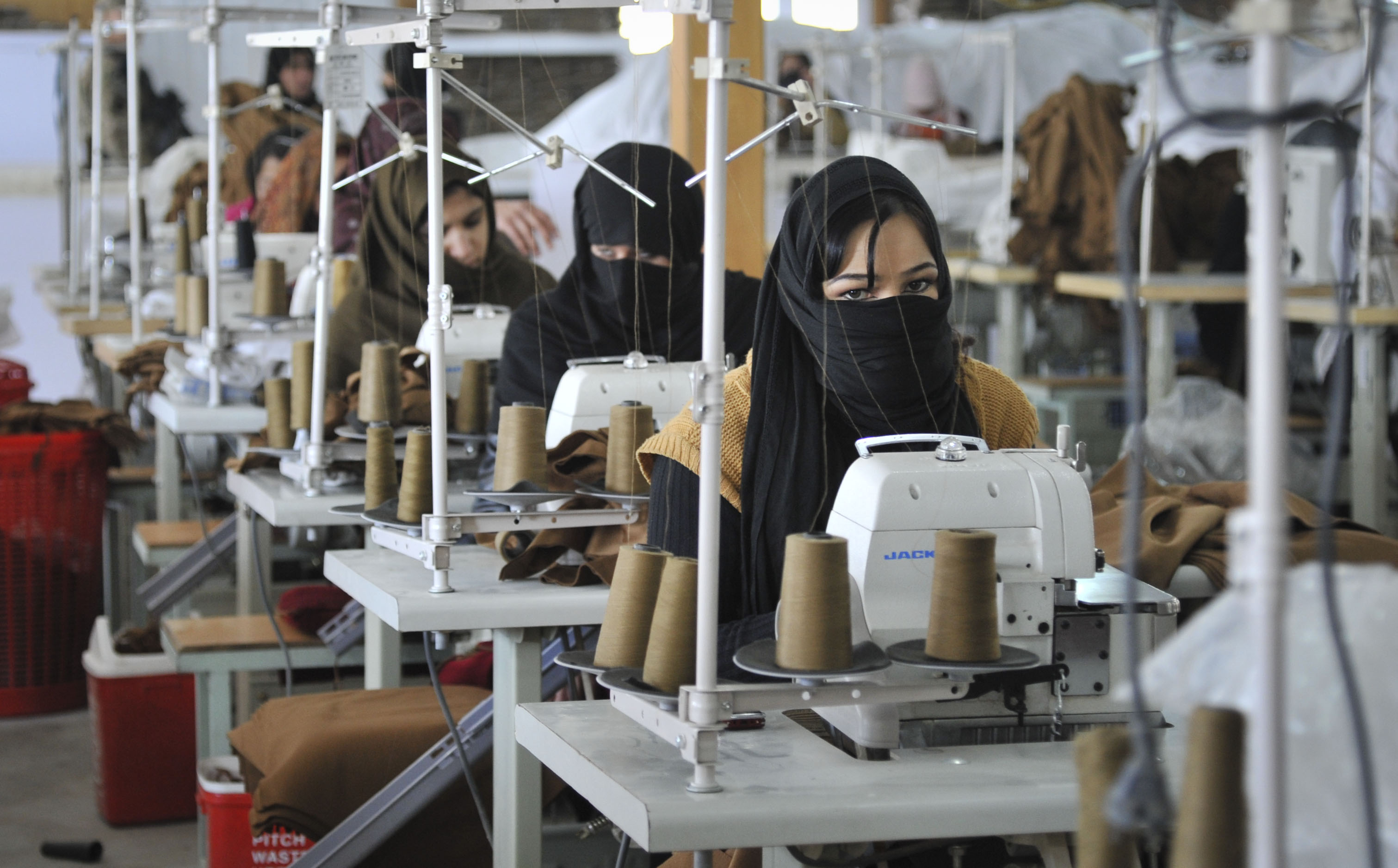
Afgańskie kobiety w fabryce tekstylnej w Kabulu.

Afganistan jest krajem, w którym prawa kobiet są przestrzegane w bardzo nikłym stopniu, a sytuacja kobiet należy do najgorszych w świecie. Po roku 2001 nastąpiła w tym względzie niewielka poprawa.
W XIX i XX wieku szereg rządów usiłowało poprawić sytuację kobiet poprzez zmniejszenie ograniczeń ich praw. Większość owych wysiłków była nieskuteczna ze względu na silną tradycję patriarchalną w afgańskich społecznościach. Do wyjątków należał Amanullah, który rządził od 1919 do 1929 i wprowadził pewne reformy zmierzające do ujednolicenia oraz zmodernizowania kraju. 
Talibowie podczas swoich rządów w latach 1996-2001 odebrali kobietom większość praw, którymi cieszyły się wcześniej. Kobietom zabroniono pracować, kształcić się, wychodzić poza dom bez męża lub krewnego, korzystać z usług lekarza, korzystać z rozrywek. Wojna rozpoczęta przez Amerykanów jesienią 2001 roku pozbawiła talibów władzy, a także przyczyniła się do wyzwolenia afgańskich kobiet. Podczas prezydentury Hamida Karzaja (2001-2015) kobiety uzyskały więcej praw. Uchwalona w 2004 roku konstytucja zagwarantowała równouprawnienie, kobiety uczęszczają odtąd do szkół i zasiadają w parlamencie.

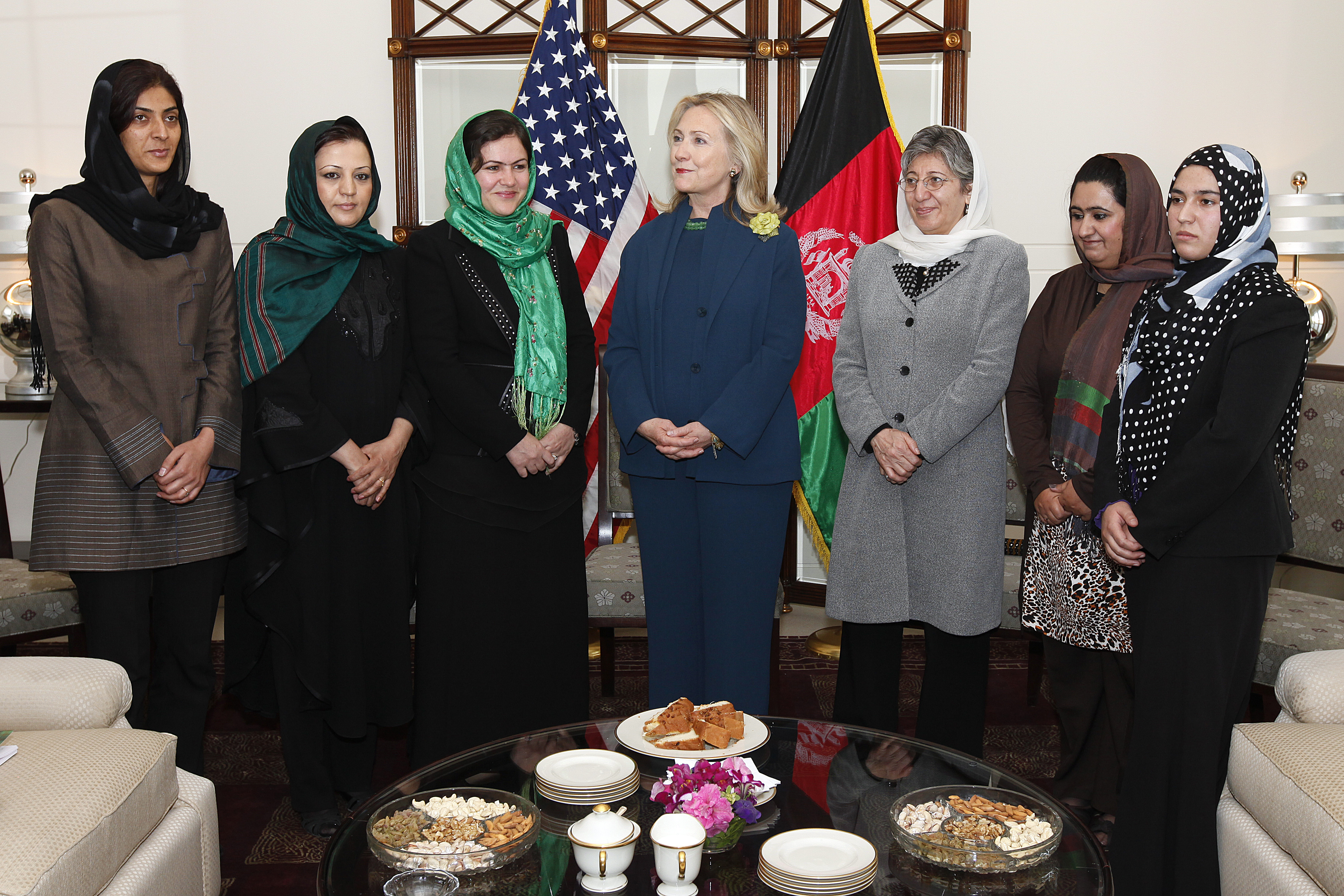
Hillary Clinton wraz z afgańskimi polityczkami

Nie wszystkie jednak decyzje prezydenta Karzaja zmierzały do poprawienia doli afgańskich kobiet. Pod naciskiem konserwatywnych środowisk podpisał on w 2009 roku prawo legalizujące gwałt w małżeństwie. Wycofał się z tego dopiero pod naciskiem opinii światowej.
Według raportu organizacji Human Rights Watch z 2006 roku 85% Afganek zaznaje przemocy fizycznej, psychicznej albo jest przymuszana do małżeństwa. Każdego roku około 2 tysięcy Afganek usiłuje popełnić samobójstwo.
Problemem są mordy honorowe na kobietach. Z tej przyczyny w czerwcu 2014 roku zgłoszono projekt ustawy, która miała zakazać osądzania kobiet za tzw. „moralne przestępstwa”, jednak rząd odrzucił ten projekt. 
Działaczki zwracające uwagę na dyskryminację kobiet narażone są na brutalne ataki. W 2012 roku zastrzelono Nadię Sedikki.

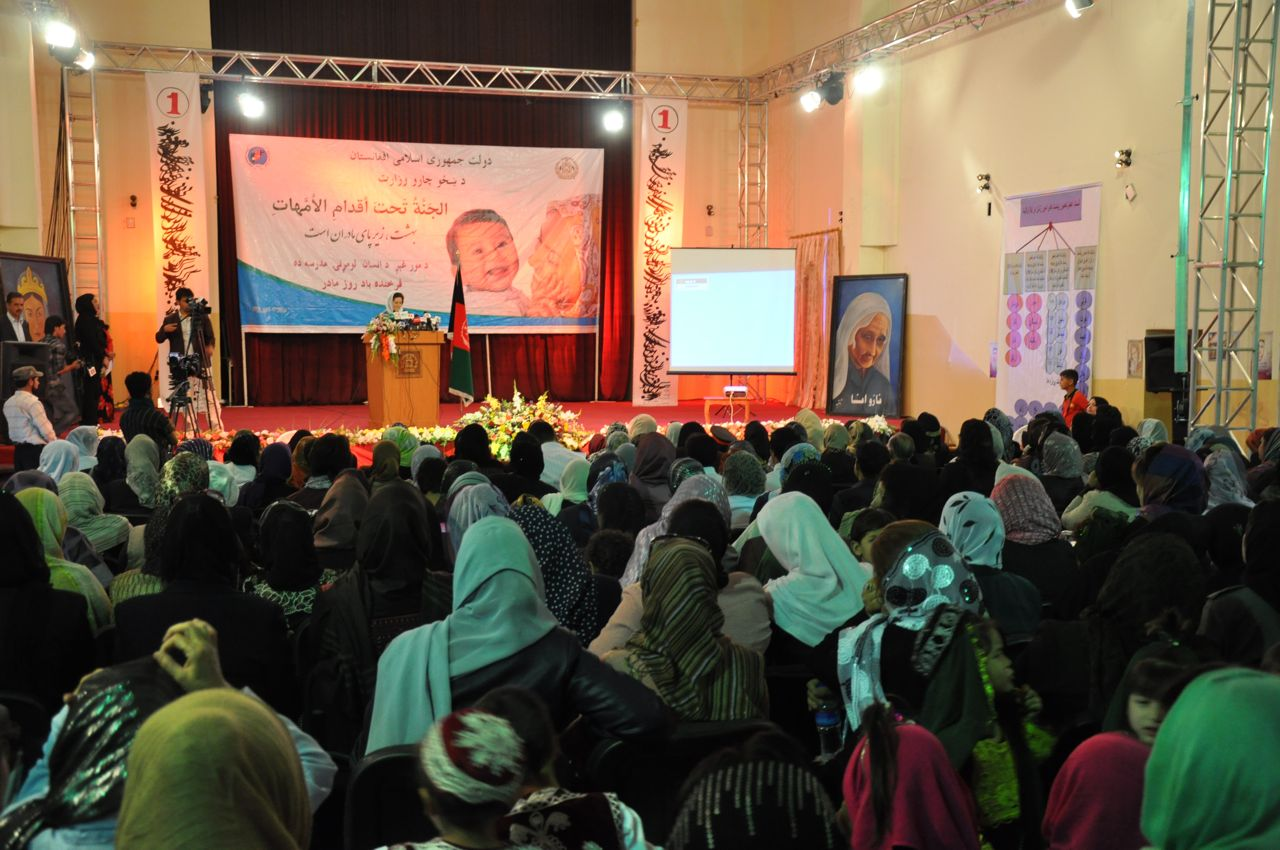
Dzień matki w Afganistanie (2010)

Reformy lat 2001-2014 były wprowadzane w sytuacji, gdy w kraju stacjonowały obce wojska. W 2014 roku organizacje światowe obserwujące sytuację w Afganistanie wyraziły obawę, że po wycofaniu obcych wojsk sytuacja kobiet ponownie uległa pogorszeniu.